# Amager Demons
Amager Demons AFC er et dansk amerikansk fodboldhold hjemmehørende på Amager, hvor klubbens kampe på hjemmebane spilles ved Amager Hallen. I 2011 spiller Amager Demons sin første sæson i Nationalligaen, den bedste række for amerikansk fodbold i Danmark, efter at klubben vandt 1. division i 2010.
Klubben blev grundlagt i 2002 af Peter Hansen, Morten Teglsbo og Ruben Toft Sindal.
Klubben spiller 11-mands amerikansk fodbold i eliterækkerne under DAFF.

## Hold
Klubben har 5 hold, der spiller i nedenstående rækker under DAFF:
- Senior Elite Info om holdet Arkiveret 5. september 2013 hos  Wayback Machine
- Senior II
- U19
- U16
- U14
- U12

## Ekstern henvisning
- Klubbens hjemmeside

| Sport | Spire Denne artikel om sport er en spire som bør udbygges. Du er velkommen til at hjælpe Wikipedia ved at udvide den. |